# 朱花の月
『朱花の月』（はねづのつき、Hanezu）は、2011年に公開された河瀨直美監督の日本映画である。
奈良県飛鳥地方（橿原市、高取町、明日香村）を舞台にしている。
映画のタイトルの「朱花（はねづ）」は、くちなしの黄の下染めをし、紅花で染めた黄みのある淡紅色とされている。朱華（はねず）色に染色された衣服は、「うつろう」、「はかない」の言葉を導くようになったと考えられる。天武天皇治世下の元号が「朱鳥（あかみどり）」であったことともかけており、「万葉集」にも記載がある。
物語は、今を生きる二人と二人の祖父母の恋愛、そして飛鳥時代の額田女王と天智・天武の両天皇の妻争いの伝説や持統天皇の史実なども織り交ぜながら、古の人々も苦しんだであろう情念や孤独、言葉にならない感情を秘めて生きていく人間の心の本質を、古代が息づく大和三山、飛鳥川などの美しい自然に寄り添いながら描いている。
第64回カンヌ国際映画祭のコンペティション部門で初公開された。

## ストーリー
拓未と加夜子は八木町で生まれ育った幼馴染である。同じ高校を卒業したが、別々の人生を歩んできた。実は二人の祖父母もかつては将来を誓い合った仲であった。拓未は、奥明日香・栢森の工房で工芸に没頭する日々を送る。加夜子は、白橿町でパートナーと暮らしながら染色の手作業に心のよりどころを見いだしている。時の流れの中、加夜子は、幼なじみの拓未に再び心を奪われていく。

## スタッフ
- 監督 - 河瀨直美
- 脚本 - 河瀨直美
- 原案 - 坂東眞砂子[4]
- 撮影 - 河瀨直美
- 美術 - 井上憲次
- 音楽 - ハシケン
- 録音 - 伊藤裕規
- 編集 - 河瀨直美

## 撮影地
- 拓未と加夜子の生家 - 橿原市八木町、札の辻、恵比寿神社、八木・醍醐墓地
- 拓未と加夜子の卒業した高校 - 畝傍高校
- 加夜子の家 - 橿原市白橿町6丁目
- 拓未の工房 - 奥明日香・栢森集落
- 加夜子の祖母の嫁ぎ先 - 高取土佐街道、上子島神社
- その他 - 藤原京跡、飛鳥川上坐宇須多伎比売命神社、小谷古墳など

16mmフィルムで撮影された。当初河瀬映画と関係の深い中野英世が撮影を務める予定だったが都合がつかず、河瀬監督自らカメラを担いで撮影を行っている。

## キャスト
- 拓未：こみずとうた
- 加夜子：大島葉子
- 哲也：明川哲也（ドリアン助川）
- 考古学者（よっちゃん）：　麿赤兒 [4]
- 拓未の祖父（久雄）：小水たいが  [4]
- 拓未の母：樹木希林
- 拓未の父：西川のりお
- 加夜子の母：山口美也子
- よっちゃんの少年時代：田中茜乃介

## 製作
この映画は、橿原・高市広域行政事務組合（現・飛鳥広域行政事務組合）と組画により構成する「『朱花の月』製作委員会」により製作された。
2008年、橿原・高市広域行政事務組合は、ふるさと財団の補助を受けて、HPから観光案内を聞けるという観光施設ＱＲコード設置事業を行った。その観光案内のナレーターを務めたのが河瀬直美監督であった。この事業により日本文化の発祥の地である飛鳥地方を初めて訪れた河瀬監督は同地での映画製作を決意する。
2009年、河瀬監督は飛鳥地方での本格的な映画の製作に取り掛かり、橿原・高市広域行政事務組合に提案を行い、同組合は観光振興の起爆剤にするということでこれを受けることとなった。映画の総製作費用は１億円であり、そのうち７千万円を広域事務組合が、３千万円を組画が負担した。広域事務組合はふるさと基金を取り崩して負担金を拠出したが、その手続きには、橿原市、高取町、明日香村、奈良県の各議会での議決を経ている。
2010年５月から撮影が開始された。主人公の２人の住家には、奥明日香の栢森集落と畝傍山麓の白橿町の空き家が改修されて充てられたが、主役の２人は役作りのためにこれらの家で約１ヶ月実際に生活した。２人とも近所つきあいも普通にやり、近隣の人も本当に引っ越してきた住人だと思っていた。
当初、原案を坂東眞砂子が執筆する予定であったが原案が小説などに文字化されることはなかった。しかし、坂東眞砂子は映画製作前に訪れた飛鳥地方の情景に感銘を受け、独自の取材を経て、橿原市にある全国最大の重伝建地区「今井町」を舞台にした『逢はなくもあやし』と飛鳥の持統天皇を主人公にした『朱鳥の陵』を書き上げている。